# Filme de terror

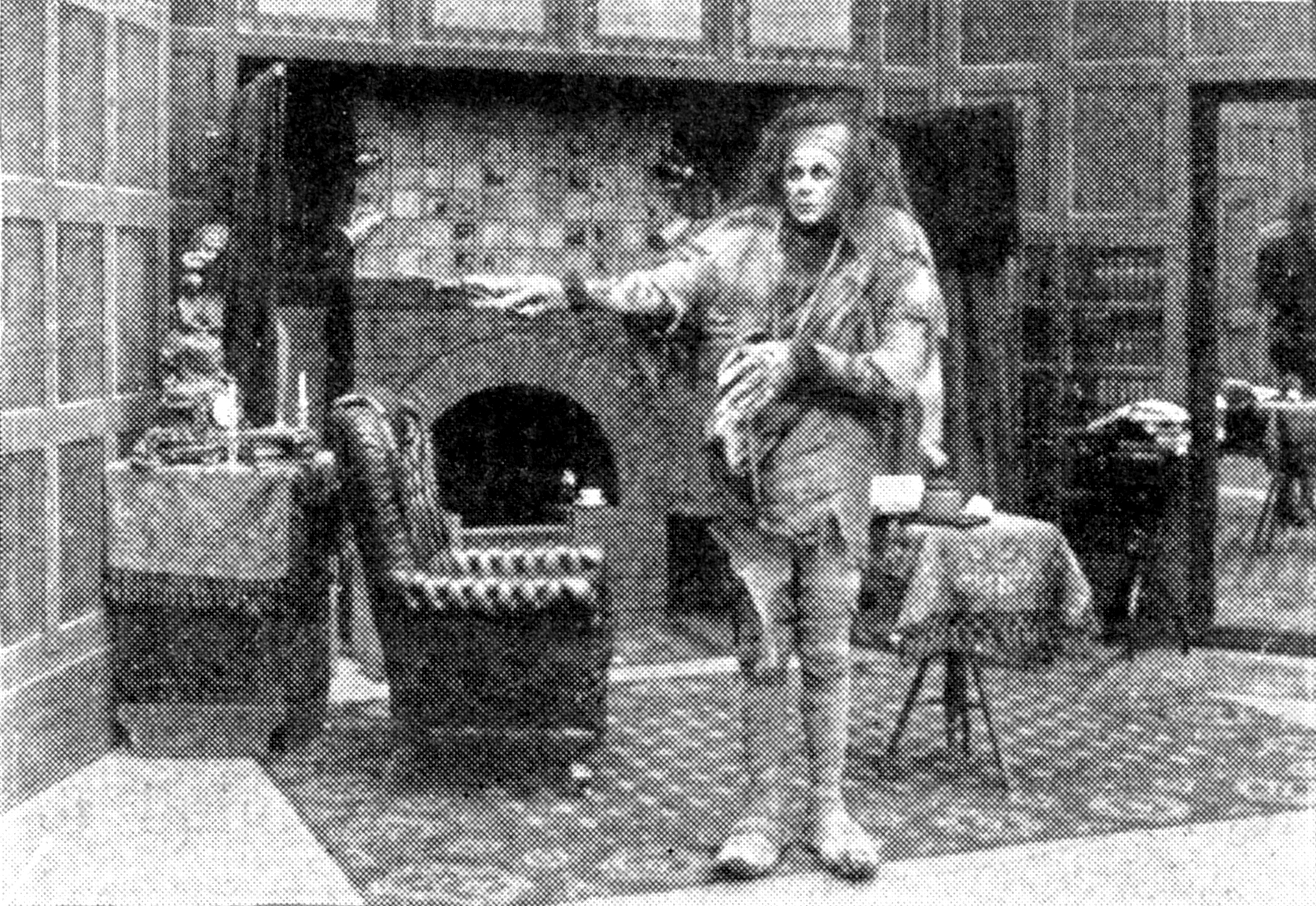
Cena do filme Frankenstein(1910), um dos precursores do gênero de terror.

Terror ou Horror é um gênero cinematográfico  que procura uma reação emocional negativa dos espectadores, ao jogar com os medos primários da audiência. Inspirado na literatura de autores como Edgar Allan Poe, H.P. Lovecaft, Bram Stoker ou Mary Shelley, os filmes de terror têm mais de um século, caracterizados por cenas que assustam o espectador. Os temas do macabro e do sobrenatural são muito frequentes. O terror também se pode sobrepor com os géneros de fantasia, ficção científica, sobrenatural e o thriller.
Os filmes de terror, muitas vezes lidam com os pesadelos do espectador, as fobias ocultas, a repulsa e o medo do desconhecido. Os enredos dentro deste género muitas vezes envolvem uma força maligna, evento ou personagem, geralmente de origem sobrenatural, para o mundo normal de todos os dias. Elementos predominantes incluem fantasmas, alienígenas, vampiros, lobisomens, demônios, dragões, gore, temas relacionados a morte, tortura, animais ferozes, bruxas más, monstros, rebelião das máquinas, palhaços malvados, zumbis, canibais, final girl e assassinos em série. Por outro lado, os filmes sobre o sobrenatural não são necessariamente sempre de terror e/ou horrorosos.
O curta-metragem Le Manoir du diable (1896), de Georges Méliès, é considerado como o primeiro filme de terror da história do cinema.